# 田中正朗
田中 正朗（たなか まさあき、1959年 - ）は、日本の文部科学技官。文部科学省研究開発局長を経て、科学技術振興機構参与、日本科学未来館副館長。

## 人物・経歴
大阪府出身。1981年大阪市立大学理学部生物学科卒業、科学技術庁入庁。科学技術庁原子力局政策課核燃料リサイクル立地企画官や、文部省教育助成局海外子女教育課長を経て、2002年宇宙航空研究開発機構ロサンゼルス駐在員事務所長。
文部科学省初等中等教育局国際教育課長、文部科学省科学技術・学術政策局基盤政策課長、文部科学省大臣官房参事官、文部科学省大臣官房審議官（研究開発局担当）等を経て、2009年理化学研究所神戸研究所副所長。2011年理化学研究所理事。2012年文部科学省科学技術・学術政策局次長。2013年文部科学省大臣官房審議官（研究開発局担当）。
2015年から文部科学省研究開発局長を務め、高速増殖炉もんじゅの廃炉にあたり、福井県議会や福井県庁を訪れ、「申しわけなく思っている」などと謝罪と説明を行った。2018年文部科学省退官。2019年日本科学未来館運営アドバイザー、科学技術振興機構参与。2020年日本科学未来館副館長。